# La Casa Alta (Tiana)
La Casa Alta és una casa gòtica de Tiana (Maresme) protegida com a bé cultural d'interès local.

## Descripció
És un edifici civil; es tracta d'una masia l'alçat de la qual es compon de planta baixa i pis. Coberta per una teulada amb dos vessants i carener perpendicular a la façana, hi destaca el portal de mig punt adovellat, que no coincideix amb l'eix central de l'edifici, així com dues grans finestres coronelles, típiques del període gòtic. Just al mig, hi ha una gran finestra amb llinda, llindar i brancals de pedra. També, al mur lateral esquerre, hi ha dues petites finestres gòtiques, similars a les de la façana, però simples.
Possiblement, al segle xviii s'hi afegí, en una reforma important, la part posterior de l'edifici, i s'hi obriren noves finestres.
Malgrat la importància de la construcció, s'ha de fer notar que es troba en mal estat de conservació, ja que a les finestres hi manca la columna. L'interior conserva els sostres embigats amb fusta, i els de la part superior.